# Aethionema saxatile
Aethionema saxatile är en korsblommig växtart som först beskrevs av Carl von Linné, och fick sitt nu gällande namn av William Townsend Aiton. Aethionema saxatile ingår i släktet Aethionema och familjen korsblommiga växter.
Blomman är vit eller blekt lila.

## Underarter
Arten delas in i följande underarter:
- A. s. athoum
- A. s. creticum
- A. s. graecum
- A. s. latifolium
- A. s. ovalifolium
- A. s. saxatile
- A. s. scopulorum

## Bildgalleri

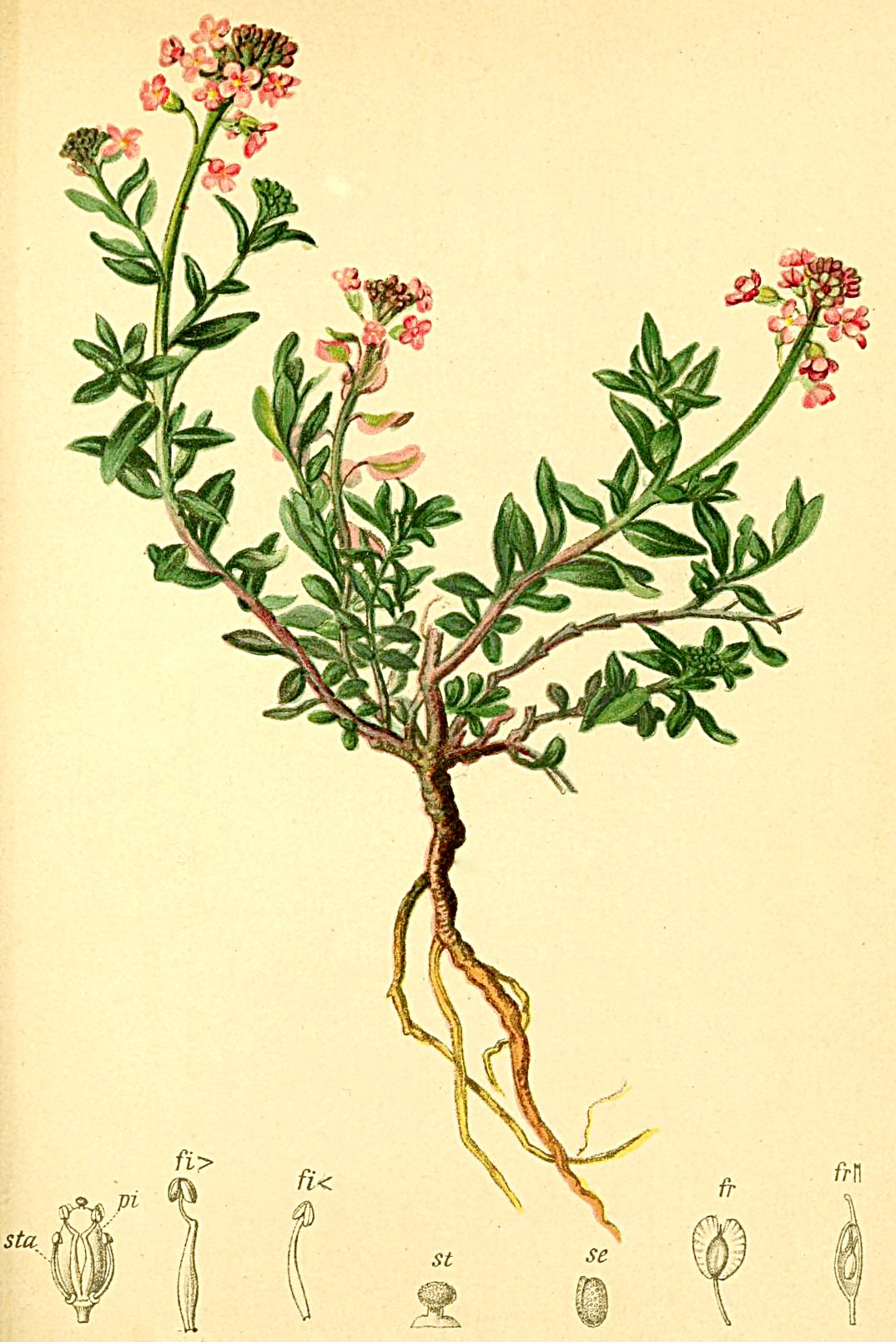
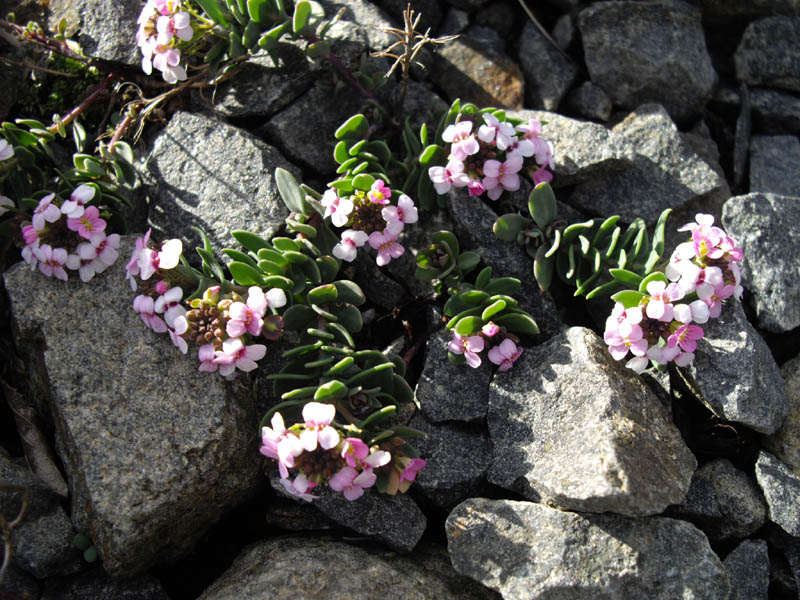
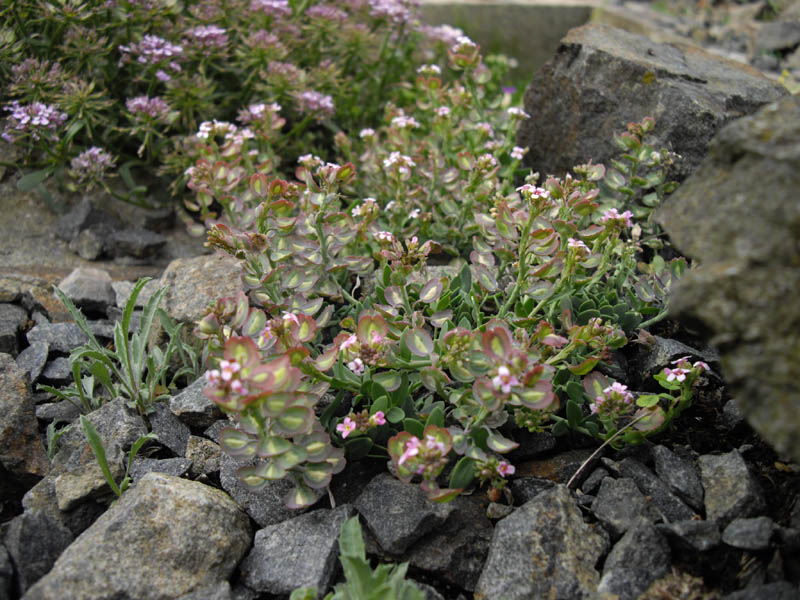
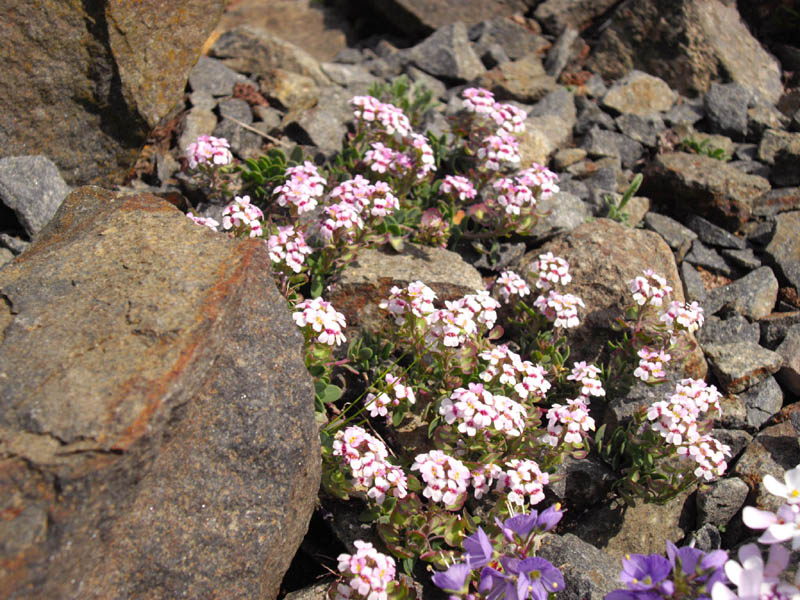
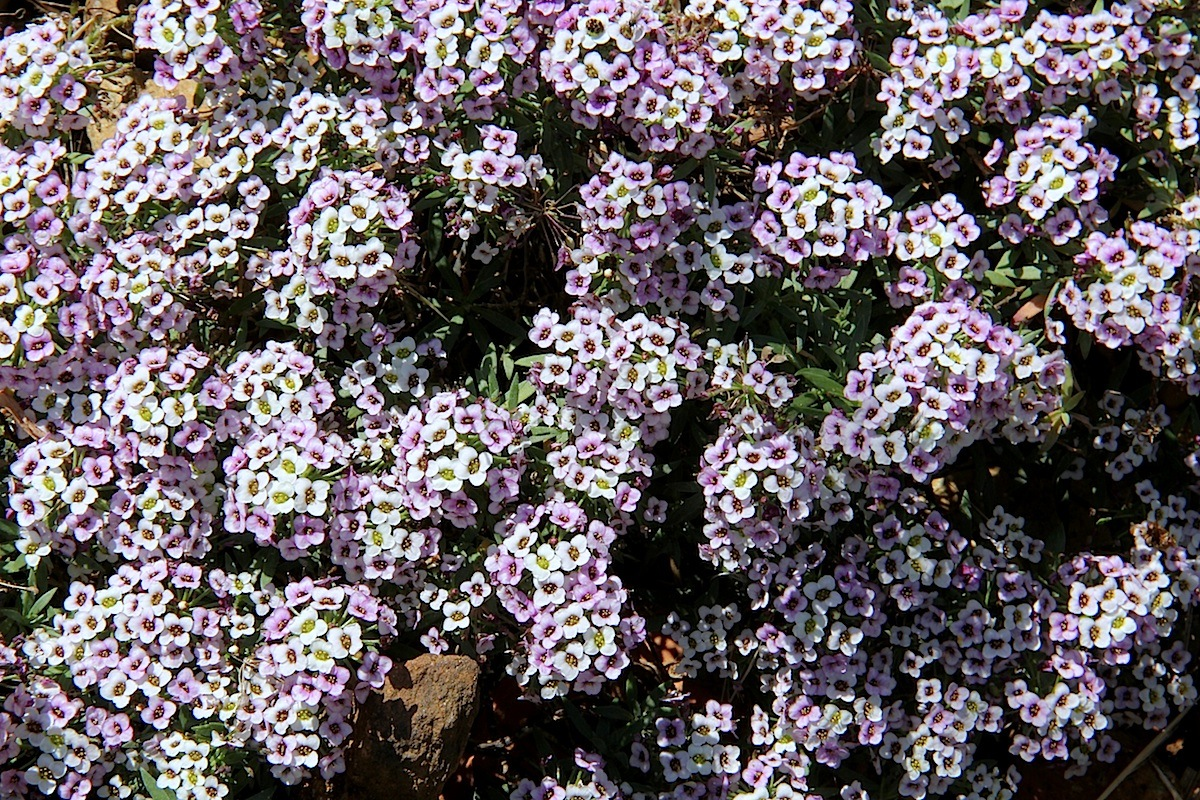
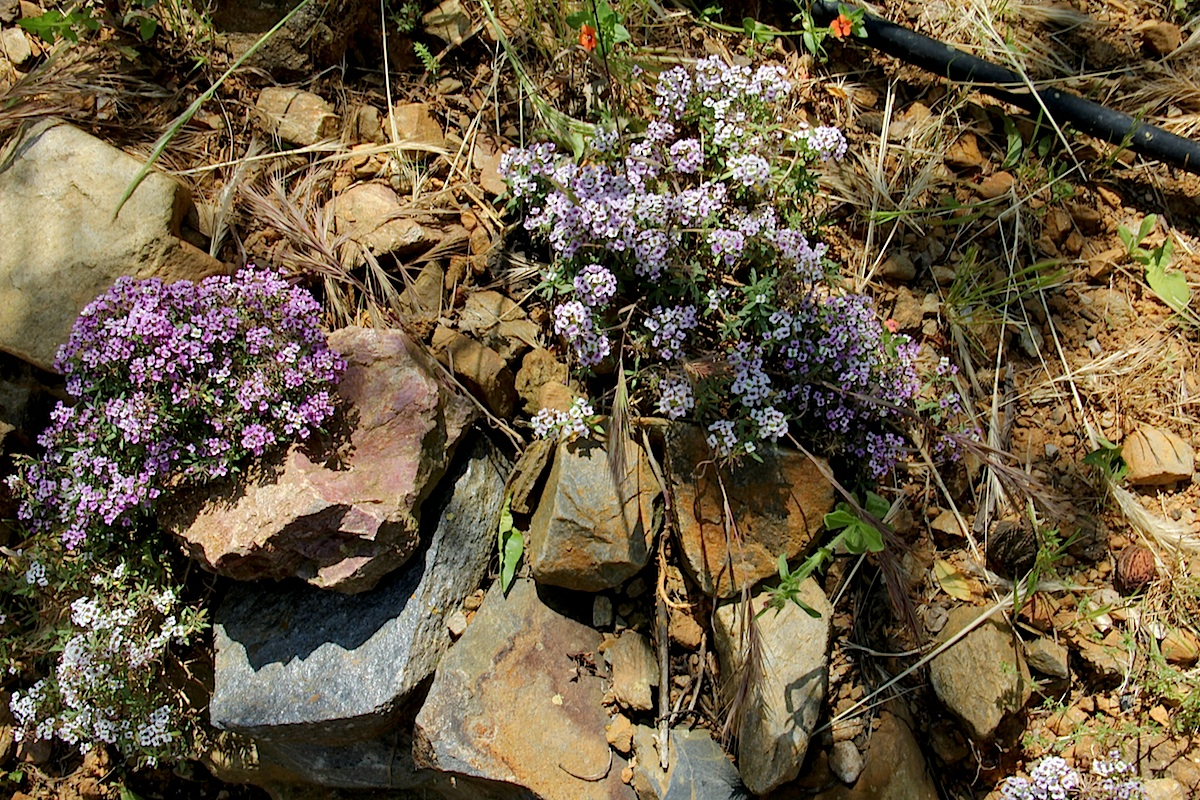